# Arme à fusion pure
 (février 2022).
Si vous disposez d'ouvrages ou d'articles de référence ou si vous connaissez des sites web de qualité traitant du thème abordé ici, merci de compléter l'article en donnant les références utiles à sa vérifiabilité et en les liant à la section « Notes et références ».
L’arme à fusion pure est un type d'arme nucléaire hypothétique à fusion.

## Principe de fonctionnement
Pour provoquer une fusion nucléaire, des conditions extrêmes de température et de pression doivent être atteintes (critère de Lawson). Les armes à fusion actuelles, pour les atteindre, font appel à une bombe A, selon le principe de la bombe H. Depuis de nombreuses années[Quand ?], des chercheurs ont étudié des solutions alternatives permettant d'initier la fusion nucléaire deutérium/tritium sans passer par l'étape de la bombe A. Une telle arme ne demandant pas d'isotope fissile, elle serait plus facile à construire en secret qu'une bombe H classique. En effet, le contrôle des isotopes fissiles est à présent le moyen le plus efficace de lutte contre la prolifération nucléaire.

## Avantage militaire
Par ailleurs, une telle arme, si elle produit des neutrons et des rayons gamma lors de son explosion, produit directement beaucoup moins de retombées radioactives (dues au cycle carbone-azote-oxygène et à la chaîne proton-proton) que la fission de l'uranium. La fusion en produit indirectement, les neutrons produisant des éléments radioactifs par activation (capture neutronique) des éléments stables. Le cycle carbone-azote-oxygène mis en œuvre lors de la fusion produit des isotopes radioactifs des ces trois éléments, essentiels dans les cycles biologiques. 
D'un point de vue militaire, cette caractéristique représente un avantage : l'armée qui l'a utilisée pourrait occuper le terrain dans des délais plus réduits, exposant ses hommes de troupe à des risques immédiats moins élevés. Le statut d'une telle arme vis-à-vis des traités sur l'arme nucléaire (TNP, TICE) n'est pas encore défini, sa faisabilité restant à prouver et les conséquences en matière de retombées radioactives à long terme n'ayant pu être étudiées.

## Recherches
Aucune arme à fusion pure n'a été réalisée ou même conçue à ce jour, malgré, notamment, le programme de recherche mené en ce sens par les États-Unis de 1952 à 1992. La fusion a été créée par des installations de recherche (Tokamak, Z machine, Laser Mégajoule), mais ces installations sont gigantesques, et aucune d'elle n'a à ce jour réussi à produire par la fusion plus d'énergie qu'elles n'en ont injectée dans le plasma ; cela illustre la difficulté à réaliser une arme à fusion pure.
Un article scientifique datant de 1998 propose la conception d'une arme théoriquement réalisable. Cependant, celle-ci pèserait environ trois tonnes et ne produirait pas une explosion plus puissante qu'une bombe conventionnelle de même poids — son intérêt militaire n'est donc pas évident. L'arme s'appuierait sur un générateur magnéto-cumulatif.
Parmi les autres moyens proposés pour atteindre le critère de Lawson, on a avancé, au fil du temps, l'usage d'un laser très puissant, d'explosifs chimiques (le mercure rouge, substance de la guerre froide, a parfois été présenté comme explosif suffisamment puissant pour atteindre cet objectif), ou l'antimatière.